# Laurent de Lageard
Laurent de Lageard est un militaire et diplomate français.

## Biographie
Il est le fils d'Hélie de Lageard, seigneur de Cherval et du Bourbet en Périgord, qui fut député en 1506 vers le roi Louis XII pour négocier le mariage de sa fille Claude de France avec le comte d'Angoulême, le futur François Ier. Il épouse Gabrielle de Salignac de Fénelon, d'où descendance.
Conseiller au Parlement de Bordeaux en 1554, il est nommé sénéchal d'Angoumois sous le règne de François Ier. Il fut envoyé comme ambassadeur en Angleterre par Henri II. Il est nommé chevalier en mars 1555 à Amboise.